# Jos van Emden
Jos van Emden (Schiedam, 18 februari 1985) is een Nederlands voormalig wielrenner en huidig wielerploegleider.

## Biografie
Van Emdens carrière begon in 2006 bij het Rabobank Continental Team. In dat jaar won hij zowel het eindklassement van de Roserittet alsook het eindklassement van de Triptyque des Barrages. Daarnaast won hij de vierde etappe van de Ronde van Normandië, de eerste etappe van de Ronde van Loir-et-Cher en de proloog en de eerste etappe van de Grand Prix Tell.
Tijdens het wereldkampioenschap voor beloften in Salzburg in 2006 verbaasde hij zichzelf met een 22e plaats op het onderdeel tijdrijden, terwijl hij op de weg een zevende plaats behaalde. Aan het einde van het seizoen kampte hij echter met malheur; tijdens een training kwam hij ten val en brak zijn sleutelbeen. Hiervan wist hij evenwel goed en snel te herstellen.
In 2007 behaalde Van Emden een spectaculair succes door de profkoers Ronde van het Münsterland te winnen. Hetzelfde jaar behaalde hij tijdens het nationaal kampioenschap voor beloften de derde plaats op de weg en werd hij tweede op de discipline tijdrijden, achter respectievelijk Tom Leezer en Lars Boom. In 2008 behaalde hij een tweetal zeges waaronder een etappezege in de Ronde van Normandië.
In 2009 maakte Van Emden zijn debuut in een grote ronde. Hij reed de Ronde van Italië; hij werd 166e en Denis Mensjov, kopman van de Raboploeg, pakte de overwinning. Van Emden vervulde vooral een knechtenrol in deze ronde.
In zijn tweede Ronde van Italië in 2010 behaalde Van Emden een negende plaats in zowel de openingstijdrit als de negende etappe. Later in het seizoen won hij de proloog van de Delta Tour Zeeland en die van de Ster Elektrotoer. Vervolgens werd hij Nederlands kampioen tijdrijden door favorieten Koos Moerenhout, Lieuwe Westra en Lars Boom te verslaan.
Van Emden liet zich in 2015 vaker opmerken door goede uitslagen in tijdritten. In de Ronde van Californië moest hij in een tijdrit alleen Peter Sagan voor zich dulden. Op het NK werd hij, net als een jaar eerder, derde. Hij reed daarna zijn eerste Ronde van Frankrijk en liet een vijfde plaats noteren in de openingstijdrit in Utrecht. In eigen land wist hij vervolgens ook zijn eerste World Tour-zege te boeken met winst in een tijdrit in de Eneco Tour. Hiermee kwam hij bovendien aan de leiding in het klassement, al was hij die na één dag weer kwijt. In 2017 wint Van Emden op de slotdag de tijdrit in de Ronde van Italië.
Na zijn afscheid als prof werd Van Emden ploegleider bij de vrouwentak van Team Visma|Lease a Bike. Zijn debuut in de ploegleidersauto maakte hij in de Tour Down Under.

### Persoonlijk
Tijdens de negentiende etappe van de Ronde van Italië 2014, een klimtijdrit, stapte Van Emden van zijn fiets af om zijn vriendin ten huwelijk te vragen. Nadat ze "ja" gezegd had fietste hij de etappe verder uit (en werd 120e van de 156).

## Belangrijke overwinningen
2006
4e etappe Ronde van Normandië
1e etappe Ronde van Loir-et-Cher
Proloog en 1e etappe GP Tell
1e etappe Roserittet
Eindklassement Roserittet
2e etappe Triptyque des Barrages
Eindklassement Triptyque des Barrages
2007
Ronde van het Münsterland
2008
8e etappe Ronde van Normandië
1e etappe Ronde van Rhône-Alpes Isère
5e etappe Ronde van León
2010
Proloog  Delta Tour Zeeland
Jongerenklassement Delta Tour Zeeland
Proloog Ster Elektrotoer
 Nederlands kampioen tijdrijden, Elite
2011
Proloog Delta Tour Zeeland
Stadsprijs Geraardsbergen
2013
Ronde van het Münsterland
2015
4e etappe Eneco Tour (individuele tijdrit)
2016
Proloog Ster ZLM Toer
2017
Dwars door West-Vlaanderen
21e etappe Ronde van Italië (individuele tijdrit)
2018
5e etappe (TTT) Ronde van Groot-Brittannië
2019
1e etappe UAE Tour (TTT)
Proloog Ster ZLM Toer
 Nederlands kampioen tijdrijden, Elite
 Wereldkampioen gemengde ploegenestafette
Chrono des Nations
2023
 Nederlands kampioen tijdrijden, Elite

## Resultaten in voornaamste wedstrijden
| Jaar | Ronde van Italië | Ronde van Frankrijk | Ronde van Spanje |
| ---- | ---------------- | ------------------- | ---------------- |
| 2008 |                  |                     |                  |
| 2009 | 166e             |                     |                  |
| 2010 | 116e             |                     |                  |
| 2011 | 159e (laatste)   |                     |                  |
| 2012 |                  |                     |                  |
| 2013 |                  |                     |                  |
| 2014 | 107e             |                     |                  |
| 2015 |                  | 121e                |                  |
| 2016 | 118e             |                     | opgave           |
| 2017 | 117e (1)         | opgave              |                  |
| 2018 | 99e              |                     |                  |
| 2019 | 104e             |                     |                  |
| 2020 | opgave           |                     |                  |
| 2021 | opgave           |                     |                  |
| 2022 | 89e              |                     |                  |
| 2023 |                  |                     |                  |

| Jaar | Milaan-San Remo | Gent-Wevelgem | Ronde van Vlaanderen | Parijs-Roubaix | Amstel Gold Race | Luik-Bast.‑Luik | Parijs-Tours |  | WK op de weg |  | Wereldranglijsten |
| ---- | --------------- | ------------- | -------------------- | -------------- | ---------------- | --------------- | ------------ |  | ------------ |  | ----------------- |
| 2008 |                 |               |                      |                |                  |                 | 165e         |  |              |  |                   |
| 2009 |                 |               |                      |                |                  |                 | 25e          |  |              |  |                   |
| 2010 |                 | 102e          |                      | 74e            |                  |                 |              |  | opgave       |  | 211e (UWK)        |
| 2011 |                 |               |                      |                |                  |                 |              |  |              |  | 87e (UWT)         |
| 2012 |                 |               | opgave               | 74e            |                  |                 |              |  |              |  |                   |
| 2013 |                 | opgave        | 97e                  | 66e            |                  |                 |              |  |              |  |                   |
| 2014 | 84e             |               | 43e                  | 18e            | opgave           |                 | 10e          |  |              |  |                   |
| 2015 |                 |               |                      |                | opgave           | opgave          | 82e          |  | opgave       |  | 152e (UWT)        |
| 2016 | 162e            | opgave        |                      |                |                  |                 |              |  | opgave       |  | 83e (UWT)         |
| 2017 | 22e             | 18e           | opgave               | 33e            |                  |                 | 58e          |  | opgave       |  | 125e (UWT)        |
| 2018 | 24e             | 94e           | 56e                  | 82e            |                  | opgave          | 10e          |  |              |  | 178e (UWT)        |
| 2019 | 39e             |               |                      |                | opgave           |                 |              |  | opgave       |  | 176e (UWR)        |
| 2020 |                 |               |                      |                |                  |                 |              |  |              |  |                   |
| 2021 | 95e             | 79e           |                      |                |                  |                 | 20e          |  |              |  |                   |
| 2022 | 158e            |               |                      |                | opgave           | opgave          | 120e         |  |              |  |                   |
| 2023 | 168e            | opgave        |                      |                | opgave           |                 | 128e         |  |              |  |                   |

### Resultaten in kleinere rondes
| Jaar | Tour Down Under | UAE Tour | Parijs-Nice | Tirreno-Adriatico | Ronde van Romandië | Ronde van Californië | Critérium du Dauphiné | Ronde van Polen | Benelux Tour | Ronde van Guangxi |
| ---- | --------------- | -------- | ----------- | ----------------- | ------------------ | -------------------- | --------------------- | --------------- | ------------ | ----------------- |
| 2008 |                 |          |             |                   |                    |                      |                       |                 |              |                   |
| 2009 | 78e             |          |             |                   |                    |                      |                       |                 |              |                   |
| 2010 | 64e             |          | opgave      |                   |                    |                      |                       | opgave          | 13e          |                   |
| 2011 | 113e            |          | opgave      |                   |                    |                      |                       | opgave          | 5e           | 113e              |
| 2012 | 118e            |          |             |                   |                    |                      | 148e                  |                 |              | 92e               |
| 2013 |                 |          |             |                   |                    |                      |                       |                 | 75e          | 92e               |
| 2014 |                 |          | 104e        |                   |                    |                      |                       |                 | 79e          |                   |
| 2015 |                 |          | 73e         |                   | 84e                | 104e                 | 114e                  |                 | 34e (1)      |                   |
| 2016 |                 |          | 110e        |                   | 87e                |                      |                       |                 | 5e           |                   |
| 2017 |                 |          |             | 84e               |                    |                      |                       |                 | 41e          |                   |
| 2018 |                 | 45e      |             | 70e               |                    |                      | opgave                |                 | 22e          |                   |
| 2019 |                 | 84e      |             | 114e              | opgave             |                      |                       |                 | 59e          |                   |
| 2020 |                 | 74e      |             | 89e               |                    |                      |                       | 85e             |              |                   |
| 2021 |                 | opgave   | opgave      |                   | opgave             |                      |                       | 99e             | opgave       |                   |
| 2022 |                 | 54e      |             | 91e               |                    |                      |                       |                 |              |                   |
| 2023 | 74e             |          |             |                   | 92e                |                      |                       | opgave          | 113e         |                   |

(*) tussen haakjes aantal individuele etappeoverwinningen

## Ploegen
- 2005 –  Cycling Team Bert Story-Piels
- 2006 –  Rabobank Continental Team
- 2007 –  Rabobank Continental Team
- 2008 –  Rabobank Continental Team (tot 31 augustus)
- 2008 –  Rabobank (vanaf 1 september)
- 2009 –  Rabobank
- 2010 –  Rabobank
- 2011 –  Rabobank Cycling Team
- 2012 –  Rabobank Cycling Team
- 2013 –  Belkin-Pro Cycling Team[a]
- 2014 –  Belkin-Pro Cycling Team
- 2015 –  Team LottoNL-Jumbo
- 2016 –  Team LottoNL-Jumbo
- 2017 –  Team LottoNL-Jumbo
- 2018 –  Team LottoNL-Jumbo
- 2019 –  Team Jumbo-Visma
- 2020 –  Team Jumbo-Visma
- 2021 –  Team Jumbo-Visma
- 2022 –  Team Jumbo-Visma
- 2023 –  Jumbo-Visma

## Galerij

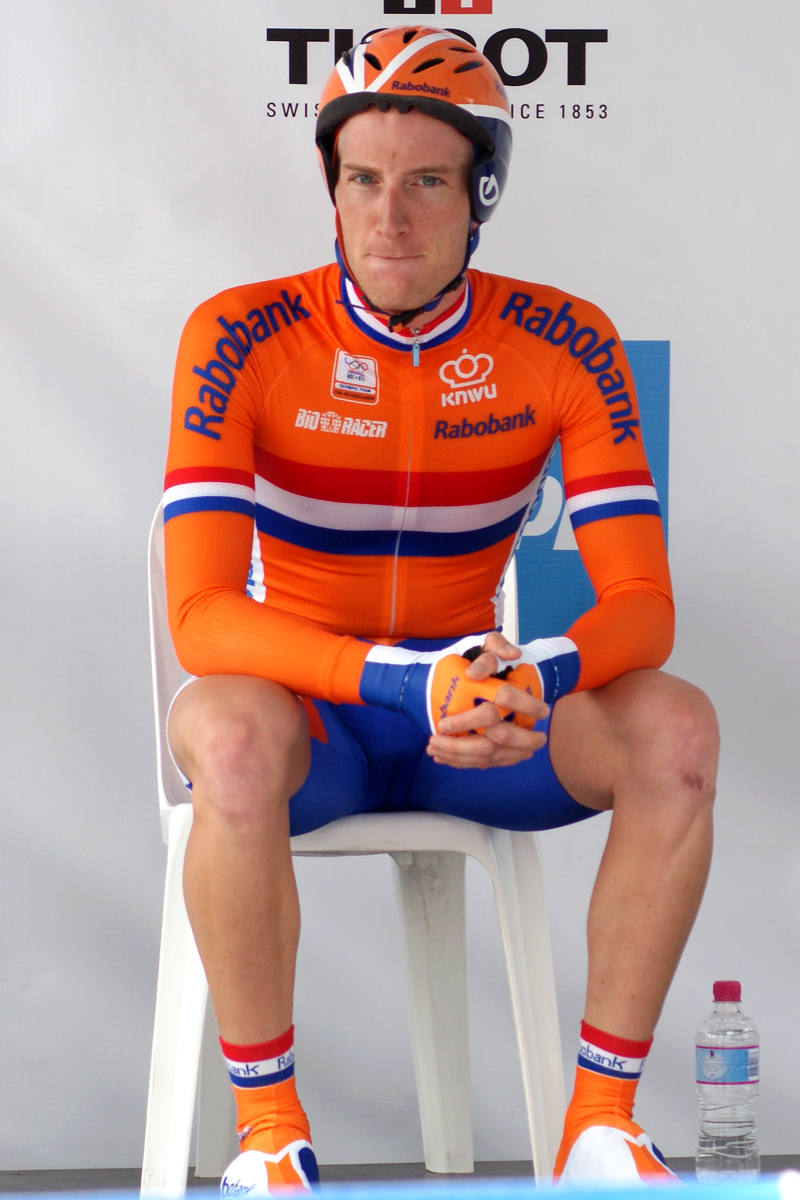
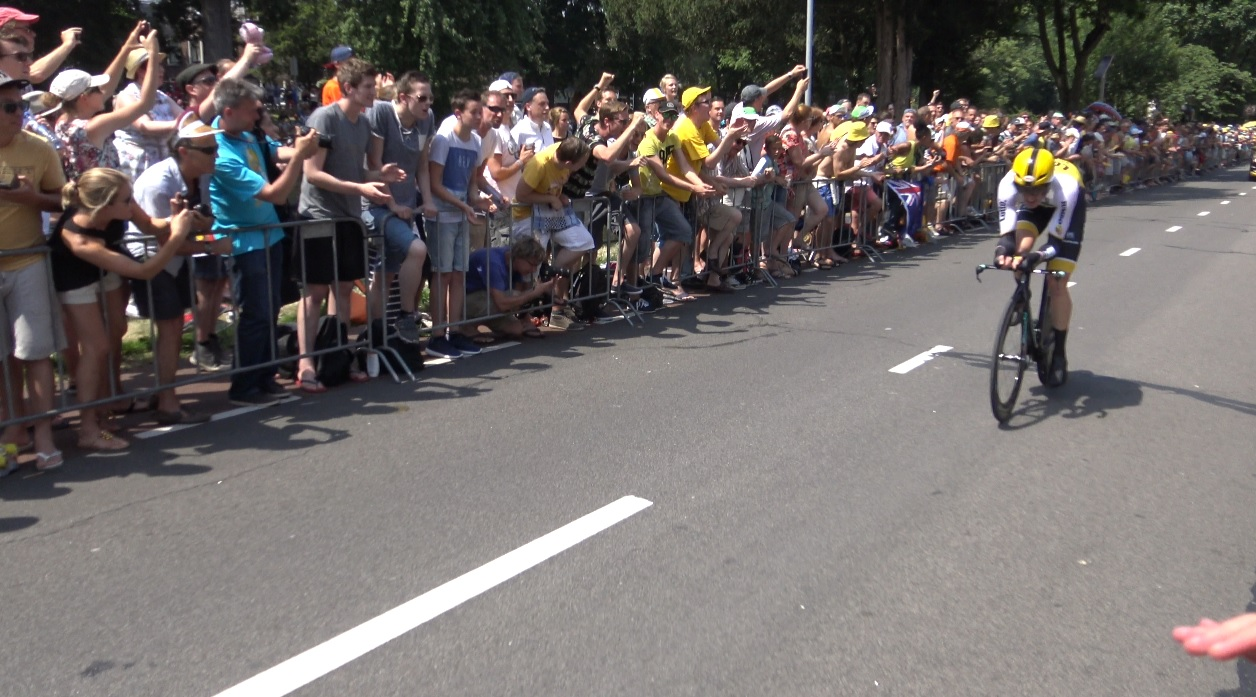
Van Emden tijdens de proloog van de Tour de France in Utrecht

Wielerploegen van Jos van Emden
Aernouts ·
de Baat ·
Boom ·
van Dulmen ·
Duijn ·
van Emden ·
Flens ·
Gesink ·
Groenendaal · 
de Knegt ·
Kozontsjoek ·
Leezer ·
Maaskant ·
Nys ·
Popov ·
Reus (tot 30/06) ·
Ruijgh ·
Stamsnijder ·
Vanthourenhout ·
van der Velde ·
Veelers ·
Walker (tot 30/06)
Aernouts ·
Berkhout ·
de Baat ·
Boom ·
van Dulmen ·
van Emden ·
Groenendaal · 
Keizer ·
de Knegt ·
Kruijswijk ·
Leezer ·
Maaskant ·
Mollema ·
Nys ·
Popov ·
Rabou ·
Ruijgh ·
van Poppel ·
van der Velde ·
Veelers ·
Vermeltfoort ·
van Winden
Adams ·
Aernouts ·
Beima ·
Berkhout ·
Bol ·
Boom ·
van Emden (tot 31/08) ·
van Garderen ·
Keizer ·
de Knegt ·
Kreder · 
Kruijswijk ·
Lodewyck · 
Nys (tot 09/05) ·
Popov ·
van Poppel ·
Rabou ·
Sinkeldam ·
Van Staeyen ·
van der Velde ·
Vermeltfoort ·
van Winden
Ardila ·
Boven (tot 16/04) ·
Brown ·
ten Dam ·
Dekker (tot 14/08) ·
Elijzen ·
Eltink ·
Flecha ·
Flens ·
Freire · 
Gesink ·
de Groot ·
Hayman · 
Horrillo ·
Kozontsjoek ·
Langeveld ·
Leezer ·
Löwik ·
de Maar ·
Martens ·
Mensjov ·
Moerenhout ·
Mollema ·
Niermann ·
Posthuma ·
Reus ·
Tankink ·
Walker ·
Weening ·
van Emden (stagiair) 
Ardila ·
Boom ·
Brown ·
Clement ·
ten Dam ·
van Emden ·
Flecha ·
Flens ·
Freire · 
Gárate ·
Gesink ·
de Groot ·
Hayman · 
Horrillo ·
Kozontsjoek ·
Langeveld ·
Leezer ·
de Maar ·
Martens ·
Mensjov ·
Moerenhout ·
Mollema ·
Niermann ·
Nuyens ·
Posthuma ·
Reus ·
Stamsnijder ·
Tankink ·
Tjallingii ·
Weening
Ardila ·
Boom ·
Brown ·
Clement ·
ten Dam ·
van Emden ·
Flens ·
Freire · 
Gárate ·
Gesink ·
Kozontsjoek ·
Kruijswijk ·
Langeveld ·
Leezer ·
Martens ·
Mensjov ·
Moerenhout ·
Mollema ·
Niermann ·
Nuyens ·
Posthuma ·
Reus (tot 31/08) ·
Stamsnijder ·
Tankink ·
Tjallingii ·
Weening ·
van Winden · 
Bol (stagiair)
Barredo ·
Boom ·
Bos ·
Breschel ·
Brown ·
Clement ·
ten Dam ·
van Emden ·
Flens ·
Freire · 
Gárate ·
Gesink ·
Kruijswijk ·
Langeveld ·
Leezer ·
Martens ·
Matthews ·
Mollema ·
Niermann ·
Sánchez ·
Slagter ·
Tankink ·
Tjallingii ·
Vermeltfoort ·
Weening ·
van Winden · 
Wynants ·
Goos (stagiair)
Barredo ·
Bol · 
Boom ·
Bos ·
Breschel ·
Brown ·
Clement ·
ten Dam ·
van Emden ·
Flens ·
Gárate ·
Gesink ·
Kelderman ·
Kruijswijk ·
Leezer ·
Martens ·
Matthews ·
Mollema ·
Niermann ·
Renshaw ·
Sánchez ·
Slagter ·
Tankink ·
Tjallingii ·
Vermeltfoort ·
van Winden · 
Wynants ·
Goos (stagiair)
Bobridge · 
Bol · 
Boom ·  
Bos · 
Brown · 
Clement · 
Flens · 
Gárate · 
Gesink · 
Goos ·  
Hofland · 
Kelderman · 
Kruijswijk · 
Leezer · 
Martens · 
Mollema · 
Nordhaug · 
Renshaw ·
Tankink · 
Tanner · 
ten Dam · 
Tjallingii ·  
van Emden · 
van Winden · 
Vanmarcke · 
Wagner · 
Wynants · 
Slik (stagiair)
Bobridge · Bol · Boom ·  Bos · Brown · Clement · Flens · Gárate · Gesink · Goos · Hivert · Hofland · Keizer · Kelderman · Kruijswijk · Leezer · Markus · Martens · Mollema · Nordhaug · Tankink · Tanner · ten Dam · Tjallingii · van der Lijke · van Emden · van Winden · Vanmarcke · Wagner · Wynants · Tusveld (stagiair)
Bennett · Bulgaç · De Weert · Flens · Gesink · Goos · Hofland · Keizer · Kelderman · Kruijswijk · Leezer · Lindeman · Markus · Martens · Roosen · Tankink · Teunissen · ten Dam · Tjallingii · Van Asbroeck · van der Lijke · van Emden · Vanmarcke · van Winden · Wagner · Wynants · Bouwman (stagiair) · Castelijns (stagiair) · Lammertink (stagiair)
Battaglin · Bennett · Bouwman · Campenaerts · Castelijns · van Emden · Gesink · Goos · Groenewegen · Hofland · Keizer · Kelderman · Kruijswijk · Lammertink · Leezer · Lindeman · Martens · Roglič · Roosen · Tankink · Teunissen · Tjallingii · Van Asbroeck · Vanmarcke · Vermeulen · Wagner · van Winden · Wynants
Battaglin · Bennett · Boom · Bouwman · Campenaerts   · Castelijns · Clement · De Tier · van Emden · Gesink · Groenewegen · Jansen · Keizer · Kruijswijk · Lammertink · Leezer · Lindeman · Lobato · Martens · Olivier · Roglič · Roosen · Tankink · Tolhoek · Van den Broeck · Van Hoecke · Vermeulen · Wagner · Wynants · Janssen (stagiair)
Battaglin · Bennett · Boom · Bouwman · Clement · De Tier · Eenkhoorn · van Emden · Gesink · Groenewegen · Jansen · Kruijswijk · Kuss · Leezer · Lindeman · Martens · Olivier · van Poppel · Powless · Roglič · Roosen · Tankink · Tolhoek · Van Hoecke · Wagner · Wynants
Van Aert · Bennett · Bouwman · De Plus · Dumoulin · Eenkhoorn · Foss · Gesink · Groenewegen · Harper · Hofstede · Jansen · Kruijswijk · Kuss · Leezer · Lindeman · Martens · Martin · Pfingsten · Roglič   · Roosen · Teunissen · Tolhoek · Van der Hoorn · Van Emden · Vingegaard · Wynants
Van Aert · Affini · Bennett · Bouwman · Dekker · van Dijke (vanaf 5 september) · Dumoulin · Eenkhoorn · Van Emden · Foss · Gesink · Groenewegen · Harper · Hofstede · Van Hooydonck · Kooij (vanaf 18 februari) · Kruijswijk · Kuss · Leemreize · Martens (t/m 30 mei) · Martin · Oomen · Pfingsten · Roglič   · Roosen · Teunissen · Tolhoek · Vingegaard · Wynants (t/m 4 april)
Affini · Benoot · Bouwman · Dekker · Dennis · Dumoulin (tot 15/8) · Eenkhoorn · Foss   · Gesink · Harper · Hessmann · Hofstede · Kooij · Kruijswijk · Kuss · Laporte · Leemreize · Oomen · Roglič   · Roosen · Teunissen · Vader · Van Aert · Van der Sande · M. van Dijke · T. van Dijke · Van Emden · Van Hooydonck · Vingegaard · Gloag (stagiair)
Affini · Benoot · Bouwman · Dennis · Foss   · Gesink · Gloag · Hessmann · Hofstede · Kelderman · Kooij · Kruijswijk · Kuss · Laporte  · Leemreize · Oomen · Roglič   · Roosen · Tratnik · Vader · Valter · Van Aert · van Baarle · Van der Sande · M. van Dijke · T. van Dijke · Van Emden · Van Hooydonck · Vingegaard